# Tour du Limousin 2005
La 38e édition du Tour du Limousin s'est déroulée du 16 au 19 août 2005, et a vu s'imposer le Français Sébastien Joly Elle faisait partie de l'UCI Europe Tour 2005.

## La course
Un groupe de 3 hommes se détachent sur la route de Saint-Vaury : Jérémy Roy, Sébastien Joly et Yoann Le Boulanger. A 25 kilomètres de l'arrivée, Sébastien Joly part seul pour s'imposer avec plus de 2 minutes d'avance.
Samuel Dumoulin, remporte la seconde étape à La Bourboule devant Lilian Jégou et s'empare de la seconde place du général.
La troisième étape se conclut à Egletons par un sprint massif remporté par Leonardo Bertagnolli (qui sera déclassé pour dopage par la suite).
Malgré une échappée de Maxime Méderel et Yuriy Krivtsov, la dernière étape se termine également par un sprint massif à Limoges et voit la victoire du Norvégien Thor Hushovd.
Sébastien Joly remporte le Tour du Limousin en étant leader de bout en bout.

## Classements des étapes
| Étape     | Date    | Villes étapes               | Vainqueur d'étape | Équipe          | Leader du classement général | Équipe          |
| 1re étape | 16 août | Limoges - Saint-Vaury       | Sébastien Joly    | Crédit agricole | Sébastien Joly               | Crédit agricole |
| 2e étape  | 17 août | Sainte-Feyre - La Bourboule | Samuel Dumoulin   | AG2R Prévoyance | Sébastien Joly               | Crédit agricole |
| 3e étape  | 18 août | La Bourboule - Egletons     | Non-attribué      |                 | Sébastien Joly               | Crédit agricole |
| 4e étape  | 19 août | Saint-Gence - Limoges       | Thor Hushovd      | Crédit agricole | Sébastien Joly               | Crédit agricole |

## Classement final
| 1.  | Sébastien Joly   | Crédit agricole       |
| 2.  | Samuel Dumoulin  | AG2R Prévoyance       |
| 3.  | Non-attribué     |                       |
| 4.  | Leonardo Duque   | Jartazi               |
| 5.  | Lilian Jégou     | La Française des jeux |
| 6.  | John Nilsson     | Auber 93              |
| 7.  | Julien Mazet     | Auber 93              |
| 8.  | William Bonnet   | Auber 93              |
| 9.  | Didier Rous      | Bouygues Telecom      |
| 10. | Samuel Plouhinec | Bretagne-Jean Floc'h  |